# 1021

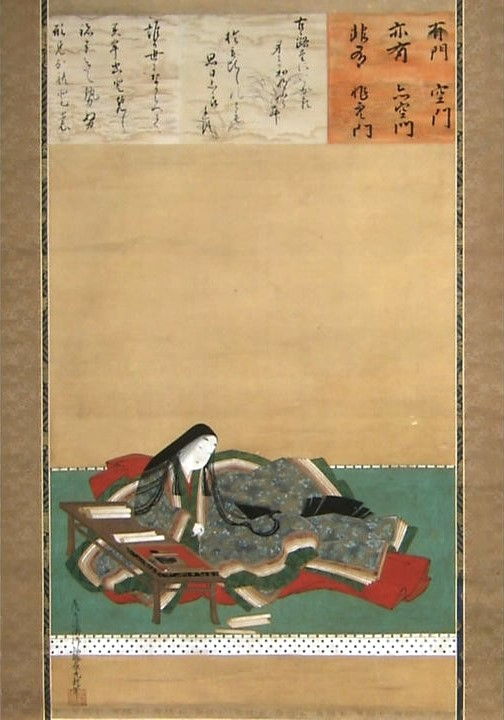
Portret van Murasaki Shikibu (17e eeuw)

Het jaar 1021 is het 21e jaar in de 11e eeuw volgens de christelijke jaartelling.

## Gebeurtenissen

### Europa
- Winter - Keizer Hendrik II ("de Heilige") begint zijn derde Italiaanse militaire campagne. Hij steekt met een Duits expeditieleger (ongeveer 60.000 man) de Brennerpas over en trekt Verona binnen – waar hij Lombardische troepen mobiliseert. Henry vervolgd zijn opmars naar de vestingstad Mantua en daarna naar Ravenna, om daar het kerstfeest met zijn gezin door te brengen.[1]
- Gerard I ("de Vlaming") krijgt ter compensatie het gebied Wassenberg geschonken door Hendrik II ("de Heilige"), wat later zal uitgroeien tot het graafschap Gelre.

### Afrika
- 13 februari - Kalief Al-Hakim bi-Amr Allah verdwijnt tijdens een van zijn gebruikelijke nachtelijke ritten in de buitenwijken van Caïro. Hij is waarschijnlijk vermoord door ontevreden paleismedewerkers, waarbij blijkbaar zijn zus Sitt al-Mulk betrokken is. Al-Mulk wordt na het overlijden van haar broer alleenheerser en regentes van het kalifaat van de Fatimiden.[2]

### Religie
- 1 oktober - De Dom van Merseburg wordt ingewijd in bijzijn van Hendrik II ("de Heilige") en keizerin Cunegonde.
- Pilgrim, een Duitse prelaat en staatsman, volgt Herbert op als aartsbisschop van Keulen.
- Eerste schriftelijke vermelding van de Russische stad Vitsebsk.

## Geboren
- 8 december - Wang Anshi, Chinees econoom en staatsman (overleden 1086)
- Eudokia Makrembolitissa, Byzantijns keizerin en regentes (overleden 1096)
- Solomon ibn Gabirol, Andalusisch dichter en filosoof (overleden 1058)

## Overleden
- 13 februari - Al-Hakim bi-Amr Allah, kalief van Egypte (r. 996 - 1021)
- 16 maart - Heribert, Duits kanselier en aartsbisschop (r. 999 - 1021)
- 20 april - Wolbodo, Belgisch edelman en bisschop (r. 1018 - 1021)
- 1 juni - Stefanus I, graaf van Champagne (Huis van Vermandois)
- 5 juni - Balderik, graaf van Duffelgouw en Drenthe (r. 1003 - 1021)
- Arnulf van Reims (Arnoul), buitenechtelijke zoon van Lotharius III